# Muhammad Iqbal

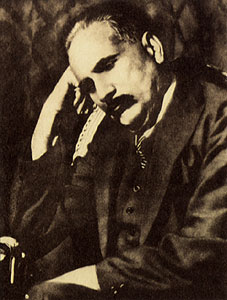
Muhammad Iqbal

Sir Muhammad Iqbal (auch Ikbal, Urdu محمد اقبال DMG Muḥammad Iqbāl; geboren am 9. November 1877 in Sialkot; gestorben am 21. April 1938 in Lahore, beides damals Britisch-Indien, heute Pakistan) war ein muslimischer Dichter, Mystiker, islamischer Philosoph und politischer Denker indischer Abstammung. Er schrieb auf Persisch und Urdu und gilt heute als Nationaldichter und „geistiger Vater“ der Islamischen Republik Pakistan. Muhammad Iqbal wird auch häufig Allama Iqbal genannt (علامہ اقبال, Iqbal der Hochgelehrte, von arabisch علّامة, DMG ʿallāma in der Bedeutung „hochgelehrt“), im Persischen nach seinem Wirkungsort Lahore auch Iqbal Lahauri (اقبال لاهوری / Iqbāl-i Lāhaurī). Die meisten seiner Werke sind in persischer Sprache verfasst. Daneben schrieb er philosophische Poesie auf Urdu und einige philosophische Prosawerke auf Englisch. Iqbal gilt als der philosophisch gebildetste Repräsentant der sogenannten modernistischen Tendenz im islamischen Denken und wird als einer der wichtigsten islamischen Philosophen der Neuzeit betrachtet.

## Leben und Einflüsse
Iqbal wurde am 9. November 1877 in Sialkot im Punjab des damaligen Britisch-Indien geboren. Seine Großeltern waren Kashmiri Pandits, Brahmanen des Sapru Clans, die zum Islam konvertiert waren. Bereits ab dem vierten Lebensalter lernte Iqbal den Koran, die arabische Sprache und immatrikulierte sich später nach einem Abschluss am Murray College (urspr. Scotch Mission College) in Lahore für einen Master of Arts in Philosophie. 1905–1908 studierte er in Cambridge, München und Heidelberg Rechtswissenschaften und Philosophie und promovierte an der Universität München bei Fritz Hommel. Seine Dissertation „Die Entwicklung der Metaphysik in Persien“ behandelt die gesamte iranische Religionsgeschichte, die sich von Zarathustra bis zu den Baha'i erstreckt. Die Arbeit ist noch von einem neuhegelianischen Weltbild durchzogen und steht damit zum Teil im Gegensatz zu Iqbals späteren Anschauungen. Sein Interesse, orientalische geistige Strömungen in moderner philosophischer Sprache zu interpretieren, zeigt sich jedoch schon hier.
Als Kind des indischen Islam war Iqbal zunächst der All-Einheitstheosophie Muhyī d-Dīn Ibn ʿArabīs zugeneigt und verarbeitete sie mit Einflüssen des Neuplatonismus, Aristotelismus, des Rechtsschulenislam und den Taqlīd-kritischen Tendenzen Schāh Walīyullāh ad-Dihlawīs. Die Begegnung mit den Schriften Goethes, Heines, Nietzsches und William James’ beeinflusste seine Werke. Er entdeckte seine Bewunderung und Verehrung für Deutschland generell, aber vor allem für die deutsche Philosophie und Literatur, wozu vor allem Goethe zählte. Nach seiner Zeit in Cambridge ging er nach Heidelberg, um dort seine Deutschkenntnisse zu verbessern und Hegel im Original lesen zu können. Faust sei für ihn ein göttliches Schöpferwerk und erkenne den höchsten Wert des Lebens, die schöpferische Liebe. Nach seiner Rückkehr in seine Heimat 1908 forderte er eine stärkere Solidarität zwischen den Muslimen, die ihnen ermöglichen sollte, nach Jahren des Verfalls wieder zu geistigem Aufstieg zu gelangen. Zu seinen wichtigsten Werken gehören Asrar-i-Khudi (persisch اسرار خودى, DMG Asrār-i ḫudī, ‚Die Geheimnisse des Selbst‘) 1915 sowie Payam-i-Mashriq (persisch پيام مشرق, DMG Payām-i mašriq, ‚Die Botschaft des Ostens‘) 1923, die als Antwort auf Goethes West-östlichen Diwan geschrieben ist. Der „West-östliche Diwan“ und die „Botschaft des Ostens“ sind beide in mehrere Bücher aufgeteilt. Iqbal benutzt in einer Reihe persischer Gedichte seiner Botschaft verschiedene westliche Vers- und Reimformen.
Der Einfluss westlicher Philosophie von Goethe bis hin zu Nietzsche und dem französischen Philosophen Bergson zeigt sich in seinem dynamischen Weltbild, indem er Muslime zur Reflexion anhält.
Am 15. Februar 1923 wurde er von Georg V. als Knight Bachelor („Sir“) geadelt.
1928 hielt er eine Vortragsreihe an einer indischen Universität zum Thema The Reconstruction of Religious Thought in Islam. In dieser plädiert er für eine Neudeutung der islamischen Werte. Er ist dabei selbst beeinflusst worden von der europäischen Philosophie und Psychologie.
Iqbal war dreimal verheiratet. Er kehrte 1933 von einer Reise aus Spanien und Afghanistan mit mysteriösen Halsschmerzen nach Indien zurück. Nach Monaten des Leidens durch die Krankheit verstarb er 1938 in Lahore, sodass er die Gründung des Staates Pakistans 1947 nicht erlebte. Einen Tag vor seinem Tod traf ihn der deutsche Gutsherr und Privatgelehrte Hans-Hasso von Veltheim.

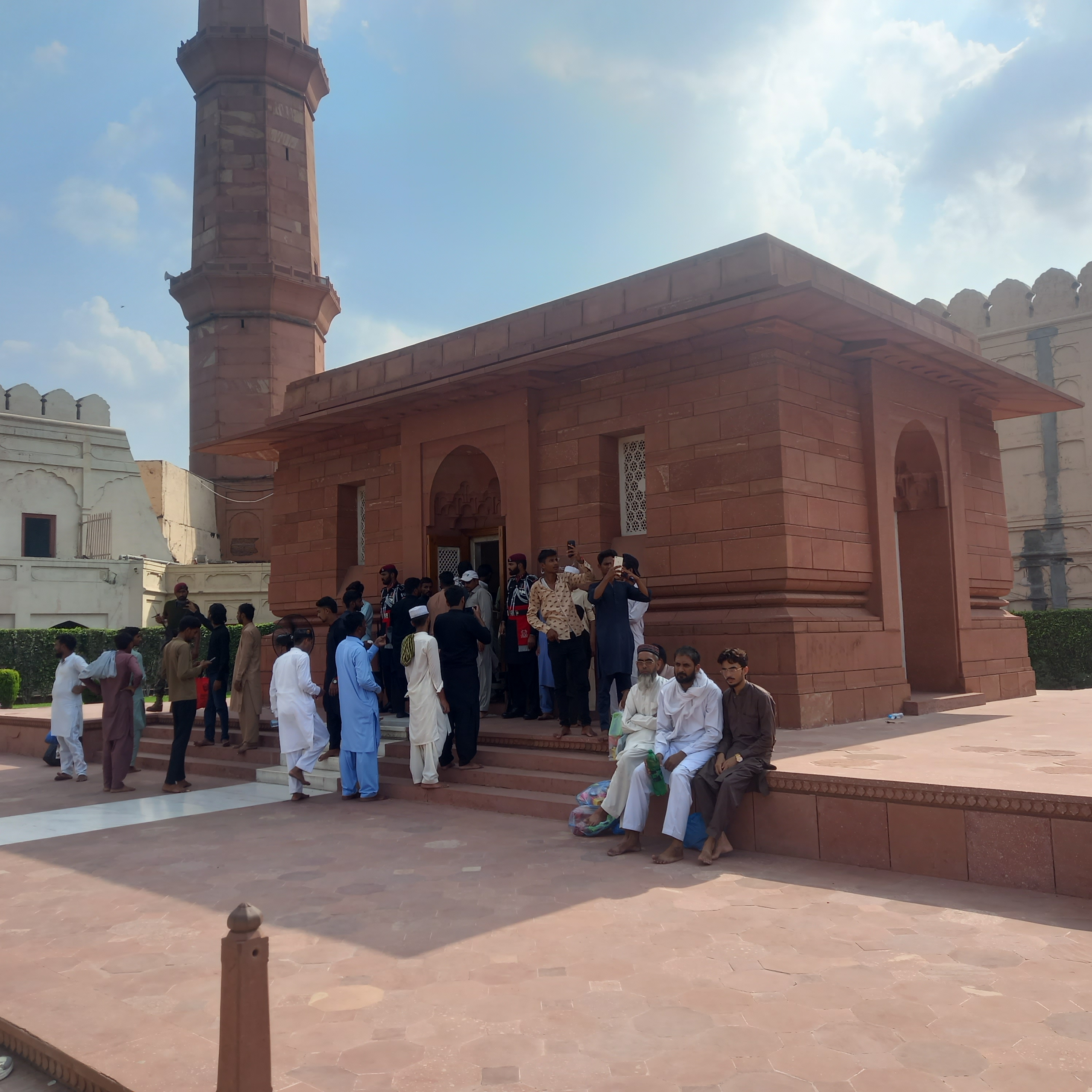
Das Mausoleum von Muhammad Iqbal auf dem Gelände des Lahore Fort

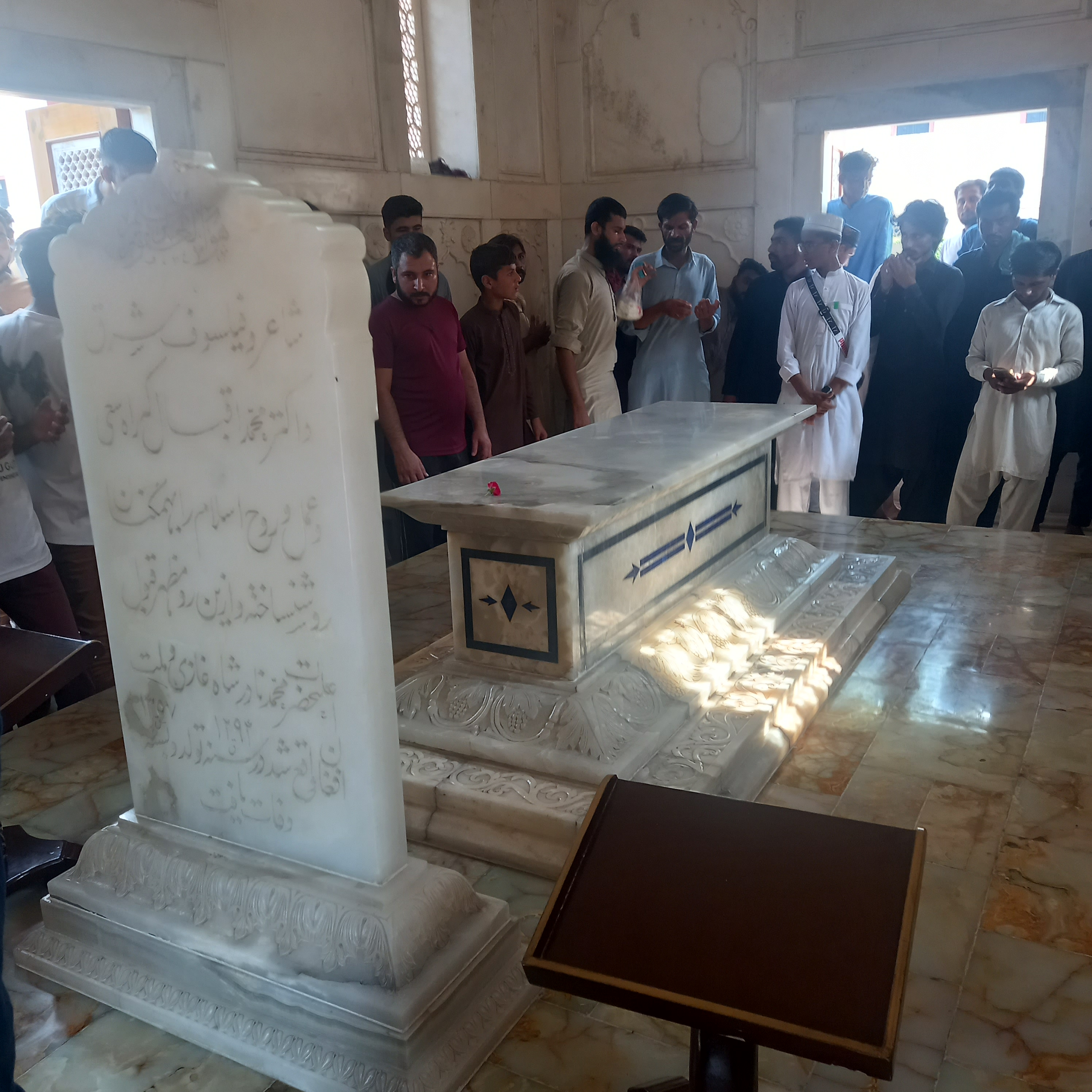
Das Grab von Muhammad Iqbal

### Iqbal und Goethe
Auf formaler wie auch gedanklicher Ebene nimmt Goethe in Iqbals lyrischem und philosophischem Werk eine besondere Stellung ein. Bereits in einem frühen, während seiner Studienzeit in Heidelberg verfassten Gedicht zeigt sich dies deutlich:
Ein Abend (In Heidelberg, am Ufer des Neckars)
Stille ist des Mondlichts Traum,
Still ein jeder Zweig am Baum,
Stumm des Tales Sänger nun,
Stumm die grünen Hügel ruhn.
Die Natur, ganz unbewußt
Schlummert an des Abends Brust.
Schweigens Zauber wandelt nun
Neckars Rauschen selbst in Ruhn.
Zieht der stumme Zug der Sterne
Ohne Glockenschlag zur Ferne,
Berg und Strom und Feld in Stille,
In sich ruht der ew’ge Wille.
O mein Herz, sei still – auch du…
Laß den Gram – schlaf nun in Ruh.
Der Anklang an Goethes Wandrers Nachtlied ist offenkundig:
Wandrers Nachtlied
Über allen Gipfeln
Ist Ruh,
In allen Wipfeln
Spürest Du
Kaum einen Hauch;
Die Vögelein schweigen im Walde.
Warte nur, balde
Ruhest du auch.
Doch auch in seinem Selbstverständnis als Dichter ist Goethe für Iqbal Identifikationsfigur und Verkörperung eines Ideals. Jenes höchste Maß an schöpferischer Kraft, das in der Erschaffung der Welt in Erscheinung tritt, findet laut Iqbal seinen Widerhall in Goethes Faust. Für Iqbal handelt es sich dabei um den „systematischen Ausdruck des letzten Ideals der Menschen“ und „ist kaum geringer als ein göttliches Werk. Es ist ebensogut wie die Schöpfung eines Universums aus dem Chaos formloser Materie.“ Weit mehr noch als Philosophie und Psychologie biete Goethe „eine wirkliche Einsicht in die menschliche Natur“.
Im Prolog seines als Antwort auf Goethes West-Östlichen Divan konzipierten Payam-i Mashriq (Botschaft des Ostens) treten Identifikation mit und Ehrfurcht vor Goethe besonders deutlich hervor. Programmatisch stellt er an den Anfang des Bandes eine Huldigung an Goethe, in welcher er sich mit seinem Vorbild vergleicht:
Dem Blitz gleicht er, jung, aus Europas Stamme –
Östlicher Greise Hauch schürt meine Flamme.
Im Garten er geboren und gewachsen –
Aus totem Staube nur bin ich erwachsen.
[…]
Wir wissen, wo das Seinsgeheimnis loht,
Sind Boten von dem Leben aus dem Tod,
Sind spiegelnd morgenhelle Dolche beide –
Doch er entblößt, und ich noch in der Scheide.
Zwar lässt sich eine Beschäftigung mit Goethe bereits relativ früh annehmen, aber der Studienaufenthalt Iqbals in Deutschland vertiefte sein Verhältnis zu ihm in besonderem Maße. So findet sich in seinen – eigentlich nicht zur Veröffentlichung bestimmten – Stray Reflections aus dem Jahre 1910, also kurz nach seiner Rückkehr aus Europa, bereits der Gedanke einer notwendigen Bezogenheit auf Goethe, von dessen Vollkommenheit Iqbal sich aber gleichzeitig weit entfernt einschätzt: „Erst als ich die Unendlichkeit von Goethes Phantasiekraft begriffen hatte, entdeckte ich die Enge meiner eigenen.“ Iqbals Goethe-Verehrung ist Teil seiner umfassenden Auseinandersetzung mit deutschen Dichtern und Philosophen seiner Zeit, die immer wieder in seinem Werk zum Thema wird. Dabei schlägt er aber auch Brücken zur islamischen Geistesgeschichte, etwa wenn er in seinem Gedichtband Bild der Franken Paare bildet wie Dschalaleddin und Hegel oder Dschalal und Goethe. Sein weiter, Kultur- und Sprachgrenzen überschreitender geistiger Horizont zeigt sich auch dann, wenn er in seinen Stray Reflections als maßgebliche geistige Einflüsse nennt „Hegel, Goethe, Mirza Ghalib, Mirza Abdul Qadir Bedil und Wordsworth“. In Hinblick auf Iqbals Verhältnis zu Goethe ist zu beachten, dass letzterer, nachdem er insbesondere für Literaten des Jungen Deutschland im Schatten Schillers stand, seit der Gründung des Kaiserreichs 1871 eine Renaissance erfuhr, die sich bis hin zu einem wahrhaften Goethe-Kult steigerte. Iqbals Enthusiasmus kann somit als typisch für die Goethe-Rezeption im Wilhelminischen Deutschland betrachtet werden.

## Philosophie
Der Zentralbegriff von Iqbals Philosophie ist das „Selbst“, Urdu und persisch خودی chudī, DMG ḫudī, das zu entwickeln der Sinn des Lebens und das Ziel der Welt ist. Damit meint Iqbal „Individualität“, wie er 1915 in einem Brief zur Debatte um die Geheimnisse des Selbst anmerkte. Jedoch ist dies nicht in einem klassischen Sinn zu verstehen, denn nach Iqbal hat jedes Ding in der Welt sein Selbst. Wenn etwas aus mehreren Teilen zusammengesetzt ist, hat jeder dieser Teile wieder ein Selbst niederer Ordnung, und so weiter bis herunter zu den Atomen. Umgekehrt bilden die Selbste einer Familie oder einer Nation wieder ein – höheres – Selbst, bis zum Selbst der Menschheit, der Erde, des Universums und schließlich Gottes Selbst. Iqbal greift hier auf den Welle-Teilchen-Dualismus der Physik zurück, und behauptet, dass Materie und Geist (bzw. Selbst) die zwei Aspekte jeder Sache sind, und die Sache selbst ein Ereignis und keine Substanz ist.
Ziel des einzelnen Lebens ist es, dieses Selbst zu stärken. Ebenso ist es das Ziel der Geschichte, das Selbst der Menschheit zu stärken. Iqbal betrachtet dabei den Islam als Avantgarde dieser umfassenden Selbstverwirklichung der Menschheit. Allerdings meint er damit das, was er unter Islam versteht, nicht den real existierenden Islam im Indien des frühen 20. Jahrhunderts, den er öfters mit Spott bedachte.
Die Stärkung des Selbst soll nach Iqbal durch „Liebe“ erfolgen. „Liebe“ ist für Iqbal jedoch ein sehr abstraktes Konzept der leidenschaftlichen Aneignung von irgendetwas. Was man normalerweise unter Liebe versteht, ist nur ein Spezialfall davon. Auch muss Iqbals „Liebe“ nicht gegenseitig sein. Dabei geht Iqbal vom Begriff der Liebe in der islamischen Mystik aus, der wiederum vom neuplatonischen Begriff des Eros beeinflusst ist. „Liebe“ bedeutet für Iqbal daher in einem sehr allgemeinem Sinn, dass man etwas zu einem Teil von sich selbst macht und so wächst, z. B. durch Essen oder durch Lernen. Dabei ist die „Liebe“ nach Iqbal der Vernunft überlegen, weil der Vernunft die leidenschaftliche Tatkraft echter „Liebe“ fehlt. Besonders für Ethik und Metaphysik ist „Liebe“ nach Iqbal unerlässlich, denn Erkenntnisse auf diesen Gebieten lassen sich für ihn nicht rational, sondern nur durch Intuition gewinnen. Für seine Auffassung von Intuition bezieht sich Iqbal auf den damals sehr populären französischen Philosophen Henri Bergson.
Ein weiterer wichtiger Punkt des menschlichen Lebens nach Iqbal ist die ständige Höherentwicklung des Menschen. Die Prinzipienlehre des Islams sei hierbei der Antrieb. Jenes Streben hängt mit dem Verlangen nach Einheit, Entwicklung und einer egalitären Gesellschaft zusammen, welche er im Zentrum des Islams sieht. Um dies zu erreichen, setzte sich Iqbal in seinen Werken vor allem für eine Verbindung des Neo-Islams mit sowohl sufischer, als auch europäischer Philosophie (beispielsweise Goethe) ein.

## Poesie
Als Dichter war Iqbal der erste, der auf Urdu philosophische Themen zu Gedichten verarbeitete, und der erste, der den strengen Kanon der Bildersprache der Urdu-Lyrik um selbstgeschaffene Metonymien erweiterte. Damit erweiterte er die Möglichkeiten der Urdu-Lyrik erheblich und ermöglichte der Generation nach ihm, zu freirhythmischen Gedichten und selbstgewählter Thematik zu finden. Vor Iqbal war Lyrik größtenteils auf die Themen geistlicher und weltlicher Liebe, des Heldenepos und der gereimten moralischen Anekdote festgelegt. Daneben schrieb Iqbal auch die ersten Kindergedichte auf Urdu. Seine Poesie teilt sich nach eigenen Angaben in drei Phasen ein: eine Frühphase bis 1905, in der er vor allem von den englischen Romantikern beeinflusst ist, eine nationalromantische Übergangsphase von 1905 bis 1908 (d. h. in etwa sein Europaaufenthalt), und eine philosophische Phase seit 1908. Voll entwickelt ist diese Philosophie ab der Herausgabe der Geheimnisse des Selbst 1915. Ab der zweiten Phase schrieb er auch auf Persisch, da diese Sprache damals ein höheres Ansehen als Urdu hatte und Iqbal sie für geeigneter für Philosophie hielt. Außerdem hoffte er, damit ein internationales islamisches Publikum zu erreichen.
In seiner philosophischen Lyrik verarbeitet Iqbal vor allem seine Philosophie des „Selbst“, das er als dynamische Kraft sowohl der „allzu rationalen“ westlichen Wissenschaft als auch dem „in griechischer Alleinheitsmystik erstarrten“ damaligen indischen Islam entgegensetzt. Mit dem Thema der Liebe musste sich Iqbal schon deswegen beschäftigen, um die mystischen Aspekte seiner Gedichte hervorzuheben. Hierzu passte er das Thema „Liebe“ seiner Philosophie an und beschäftigt sich ausschließlich mit geistlicher Liebe. In einigen Gedichten kann allerdings auch die Inspiration durch eine Frau nachgewiesen werden, wenngleich sie sich in der Endfassung nicht mehr darauf beziehen. Dabei deutet er auch traditionelle Metaphorik um oder findet Gegenbilder dazu. Bekannt ist hier das Gedicht vom Regentropfen, der sich nicht nach traditionellem Verständnis im Meer auflösen, sondern in einer Muschel zur Perle werden soll. Oder er setzt dem Falter, der in der Flamme der ewigen Liebe verbrennt, das Glühwürmchen gegenüber, das aus sich selbst leuchtet. Solche Gegenkonzepte waren in der Urdu-Poesie der 1920er und 1930er Jahre revolutionär und standen für eine veränderte Weltsicht. Als drittes Hauptthema behandelt Iqbal, wie alle Dichter, die Dichtung selbst. Hier erscheint er als Verkünder einer Philosophie, die ihm zufolge die wahre Bedeutung des Islams beinhalte (siehe Philosophie).

### Gedicht (Auswahl)
شنيدم در عدم پروانه ميگفت

دمى از زندگى تاب و تبم بخش

پريشان كن سحر خاكسترم را

وليكن سوز و ساز يك شبم بخش

šanīdam dar ‘adam parwāna mēguft

damī az zindigī tāb-u tabam baḫš

parīšān kun saḥar ḫākistaram-rā

walīkan sōz-u sāz-i yak šabam baḫš 

Hört’ ich im Nichts, was der Falter gesagt:

Einen Hauch von Leben, Glut und Fieber schenke mir.

Zerstreu’ meine Asche, du Morgenschein,

Aber Leid und Freude einer Nacht schenke mir.

## Wirken und Rezeption
Neben seinem dichterischen Vermächtnis beeinflusste Iqbal die Politik und Philosophie in einer nachhaltigen Art und Weise. Die Grundlinien der Theologie Iqbals ermöglichen eine breite Rezeption im Islam.
Der Niedergang des Islams als politische und intellektuelle Kraft hatte seit dem Beginn des 19. Jahrhunderts Personen wie den Iraner Dschamal ad-Din al-Afghani und den Inder Sayyid Ahmad Khan dazu veranlasst, eine Neubewertung und revisionistische, individuelle Interpretation des Islams zu suchen. Im Diskurs mit westlichen Entwicklungen und als Reaktion auf neue (natur- und geistes-)wissenschaftliche Herausforderungen und Frontstellungen wurde eine neue Auslegung des Korans mittels rationaler Überlegungen gefordert. So machte sich Iqbal für den Ijtihâd (Sich-Bemühen) gegenüber den Rechtsschulen des Islams stark. Der Ijtihâd vermag wieder einen dynamischeren Islam zu bringen, Vernunft und Offenbarung können hier ohne Widerspruch vereinbar sein und Analogieschlüsse zulassen.

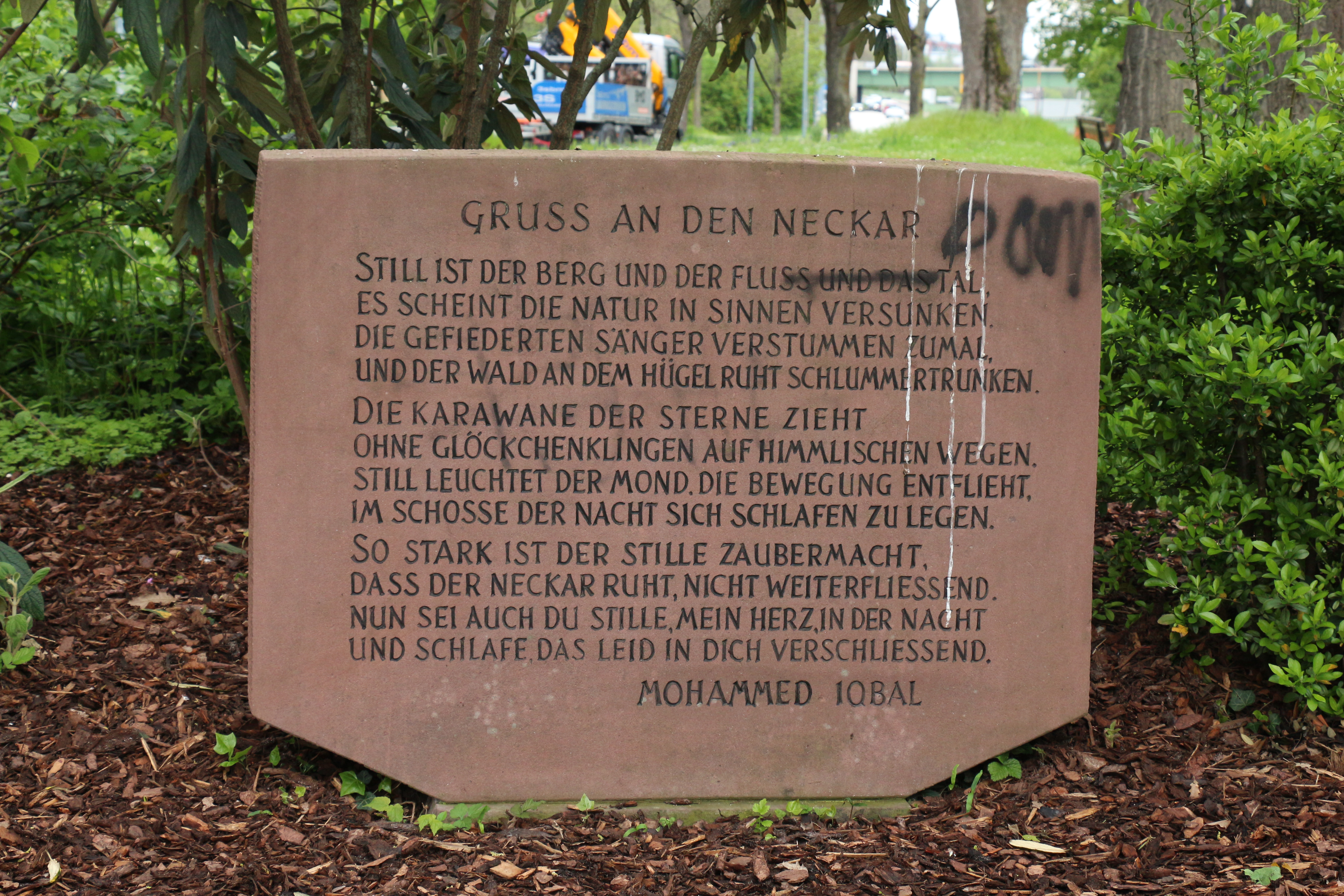
Gedenktafel am Heidelberger Iqbal-Ufer mit Iqbals Gedicht „Gruss an den Neckar“ (um 1907)

„Die Übertragung der Autorität des iğtihād von individuellen Vertretern der Rechtsschulen auf eine gesetzgebende muslimische Versammlung, die angesichts des Anwachsens untereinander zerstrittener Sekten die einzige mögliche Form des idschma in der modernen Zeit ist, sichert die Beiträge von Laien, die eine tiefe Einsicht in die Verhältnisse haben, zu rechtlichen Diskussionen.“

In seinem theoretischen Hauptwerk Die Wiederbelebung des religiösen Denkens im Islam verbindet Iqbal den Neuplatonismus und den Aristotelismus zu einer umfassenden Metaphysik. Er will damit einerseits Autoren wie Bergson, Whitehead, Leibniz und Nietzsche als mit dem Islam kompatibel darstellen, andererseits Kants und al-Ghazālīs Erkenntnistheorien kritisieren und das Unendliche Eine, Tauḥīd (von arabisch توحيد ‚Einheit Gottes‘), als Bedingung der Möglichkeit des Begrenzten etablieren. Dabei wendet Iqbal Diltheys wissenschaftstheoretischen Ansatz an und verknüpft Naturwissenschaften und Geisteswissenschaften in der beidseitigen Interpretation der Erfahrung als gemeinsamem Gegenstand. Iqbal insistiert darauf, dass die Haupteinsichten „westlicher“ Denker implizit in Koran und Hadith bereits angelegt sind. Am Christentum kritisiert Iqbal, dass es rein spirituell orientiert ist (gemeint ist das liberale Christentum) und Naturwissenschaft von der Religion getrennt wird. Für ihn gehören religiöse Erfahrung und Denken im Islam zusammen, da der Islam Materielles und Spirituelles verbinden kann. Damit ist er durch seine explizite Rezeption dieser Denker Teil des globalen Religionsdiskurses.

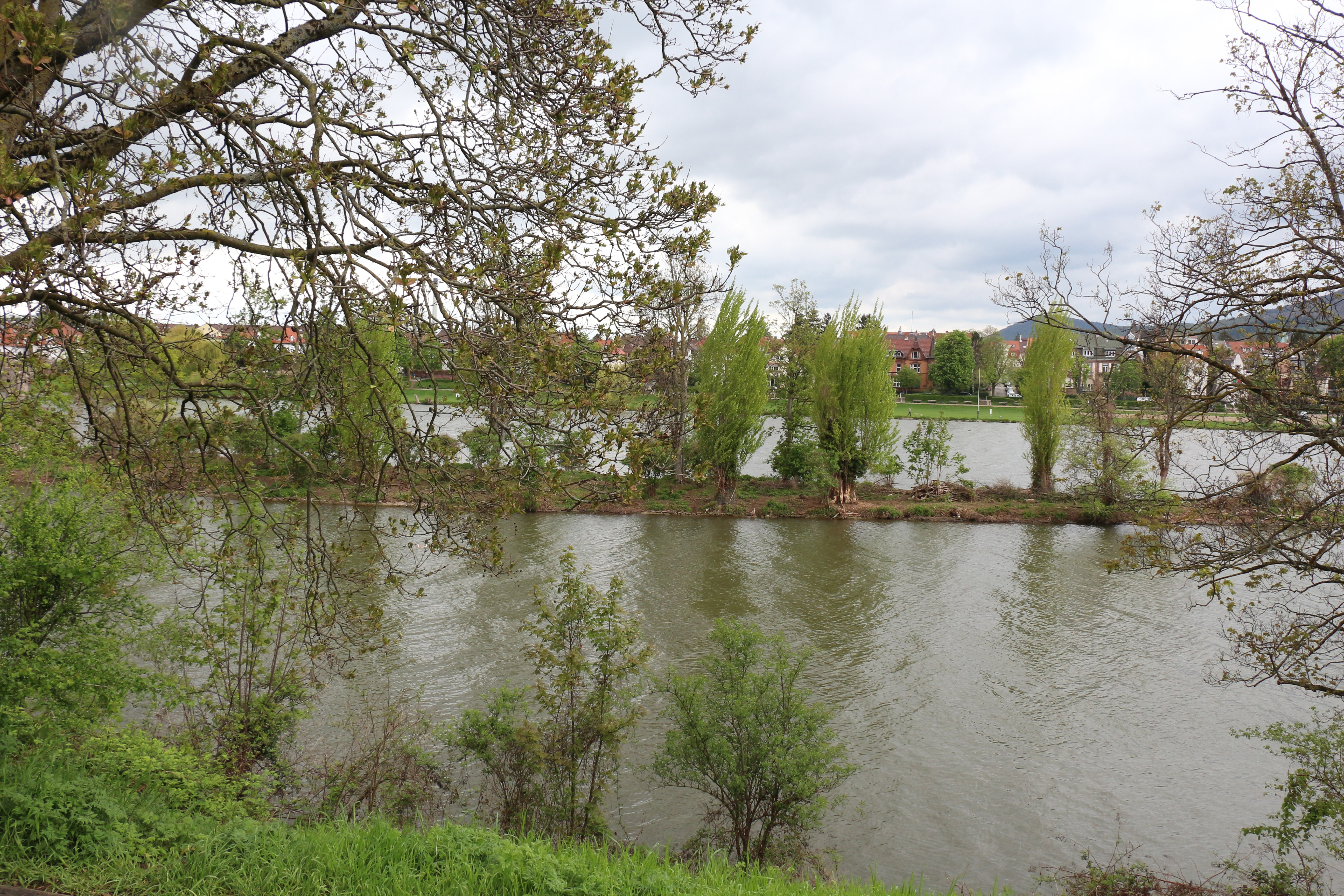
Blick auf den Neckar vom Heidelberger Iqbal-Ufer aus

Politisch setzte sich Iqbal für die Muslime in Indien ein – etwa 1930 als Präsident der All-India-Muslim League Konferenz. Iqbal trat für ein muslimisch geprägtes Staatengebilde innerhalb Indiens ein. Diese Selbstverwaltung verstand er aber selbst in seiner als „Pakistan-Rede“ bekannt gewordenen Ansprache vor der Konferenz nicht zwingend in einem eigenen Nationalstaat verwirklicht. Nach Iqbals Vorstellung sollte die religiöse Prägung des Staates in einem sehr allgemeinen, ethischen Einfluss bestehen. Als Ziel des Islams, die Höherentwicklung der Menschheit, mündet diese in die Errichtung einer egalitären Gesellschaft. In seinem Gedichtband „Mysterien der Selbst-losigkeit“ spricht er von einem vollendeten Individuum in einer vollkommenen Gesellschaft. Später wurden Iqbals Gedanken durch Muhammad Ali Jinnah aufgegriffen und weiterentwickelt.
Iqbals Werke wurden insbesondere von Annemarie Schimmel ins Deutsche übersetzt und kommentiert.
In Heidelberg ist mit dem Iqbal-Ufer, einem etwa 1200 Meter langen Stück der B37 entlang des Südufers des Neckars, eine Straße nach dem Philosophen und Dichter benannt worden. Die Benennung erfolgte im Februar 1969 in Anwesenheit des damaligen pakistanischen Botschafters in Bonn Abdur Rahmann Khan. In Heidelberg befindet sich auch eine Gedenktafel an Iqbals ehemaligem Wohnhaus in der Neuenheimer Landstraße 58.

In München steht am Habsburgerplatz ein Denkmal, das dem Dichter, Politiker und Philosophen gewidmet ist.

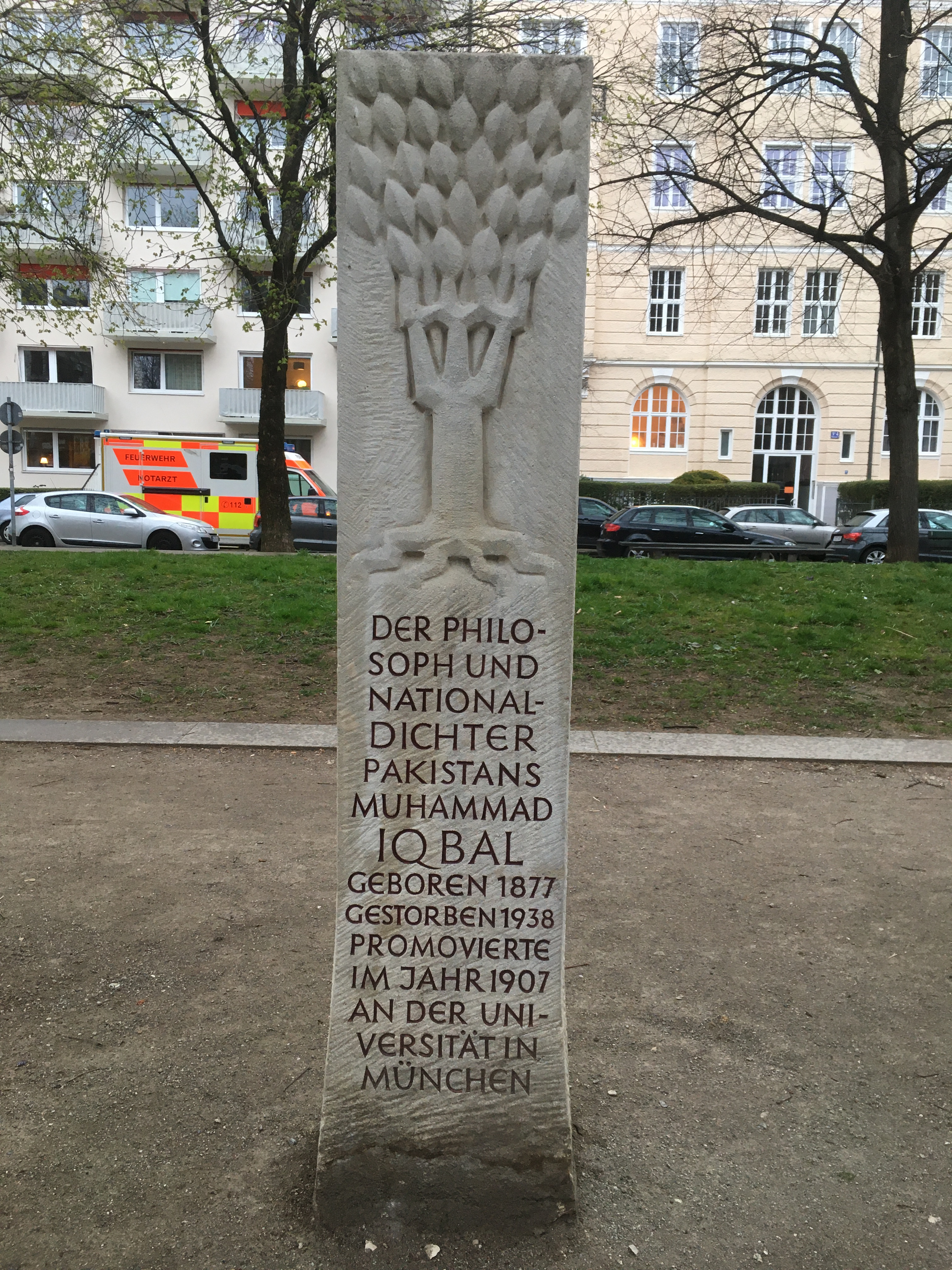
Stele in München-Schwabing (Habsburger Platz) zur Erinnerung an die Promotion des Dichters in München 1907

Im Januar 2017 wurde die Muhammad Iqbal Forschungsstelle  an der Westfälischen Wilhelms-Universität Münster unter der Leitung von Ahmad Milad Karimi gegründet. Die Forschungsstelle widmet sich der systematischen Erforschung der Werke und des Denkens Muhammad Iqbals.